# كومندا (رواية)

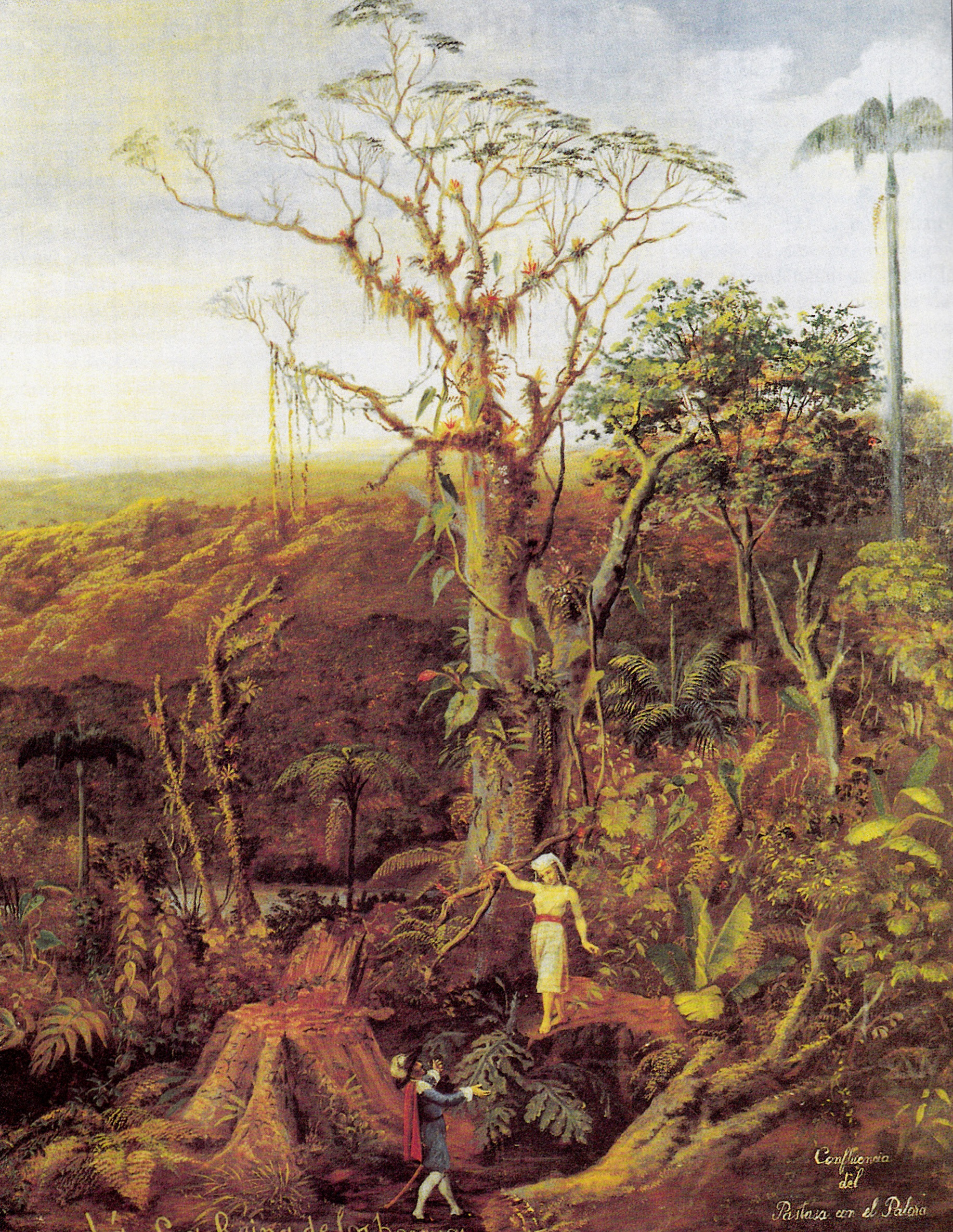
كومندا

كومندا أو دراما بين البرية أو بين الوحشيين (بالإسبانية: Cumandá o Un drama entre salvajes)‏ هي رواية للكاتب والروائي والسياسي والرسام الإكوادوري خوان ليون ميرا. وقد تم إرسال الرواية إلى مدير الأكاديمية الملكية الإسبانية من مدينة أمباتو الإكوادورية في 10 مارس 1877 كهدية مقدمة من الكاتب إلى الأكاديمية الملكية. وتدور أحداث الرواية في الإكوادور في بدايات القرن 19.

خوان ليون ميرا

كتبت أحداث الرواية عندما تم استكشاف بعض القبائل من أراضى شرق الإكوادور. حيث كانوا مستعمريين من قبل الهجناء والمبشرين البيض الذين يحملون الكاثوليكية معهم. وفي تلك الأراضي البعيدة، تواجدت قبائل الخيباراس والثاباراس. واعتبر المستعمر الإسباني قبيلة الخيباراس وحشيين، ويرجع ذلك إلى ممارساتهم الوحشية في حروبهم وعاداتهم. بين تلك القبائل المليئة بالتحالفات والمواجهات امرأة فاتنة تسمى كومندا، وهذه هي بطلة الرواية بجانب حبيبها كارلوس.
نقلت الرواية للمسرح بنفس اسمها كومندا الذي كتبها لويس أومبيرتو سالجادو. وتعد حاليا من أقدم الروايات في الإكوادور وأمريكا اللاتينية.

## معلومات تاريخية
كتب خوان ليون ميرا كومندا في الإكوادور 1877. تطورت أحداث الرواية في بدايات القرن ال19 حيث اكتشفت القليل
من أراضى الإكوادور. يطلق اسم (سلباخى) همجي أو وحشي على السكان الاصليين ويظهر بوضوح اختلاف الثقافة والمجتمع بين السكان الاصليين والمستعمريين لتلك الاراضى.

## النشر والكتابة
كتب خوان ليون ميرا خطاب موجه لمدير الأكاديمية الملكية الإسبانية موضحا فيه أنه على الرغم من وجود كتاب مثل تشاتي أوبرياندو chateaubriando'
' 
وكوبر cooper

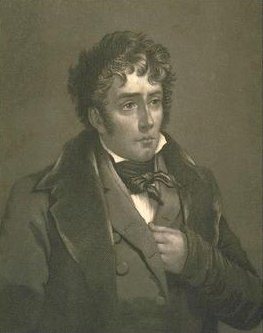
تشاتي ابرياندو

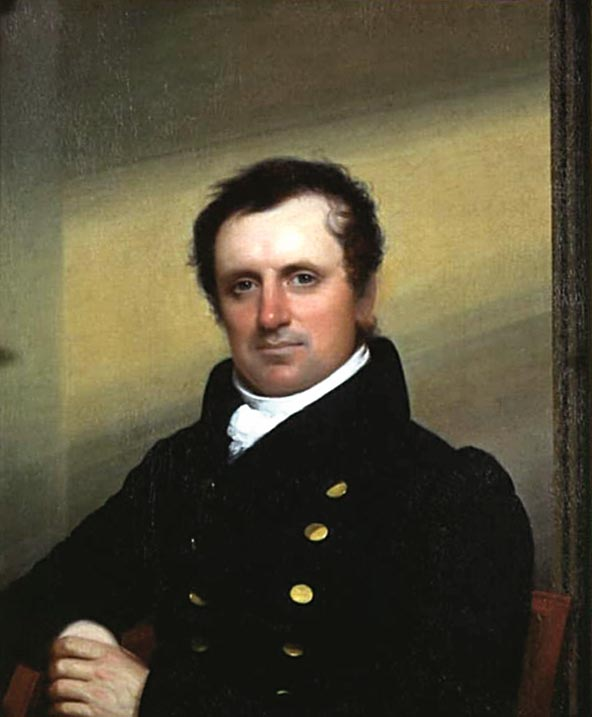
كوبر

حيث كتبوا روايات عن لوس سالباخيس الوحشيين في أمريكا، وحيث تتميز روايتة عن تلك الروايات لان مكان حدوثها كان في غابات الامازون حيث يتواجد السكان الاصليين والمزيد من عاداته المختلفة عن سكان أمريكا الشمالية.

## الملخص
يبدأ خوان ليون ميرا روايتة بوصف دقيق ومفصل عن جغرافيا الإكوادور وعادات الشعوب الذين يعيشون هناك.
اسلوبة وصفي للغاية بالإضافة لاستخدامة كلمات محلية والفاض خاصة بتلك المنطقة.
اولا تتحدث الرواية عن عائلة اوروثكو. كان دون خوسية دومينجو دى اوروثكو يمتلك مزرعة جنوب ريوبامبا حيث كان يقضى فيها اوقات طويلة بالاختيار أو الضرورة.
تتكون عائلتة من زوجتة كارمن ان وهي أيضا من ريوبامبا، ابنة البكر يسمى كارلوس بالإضافة إلى 5 أبناء اخرين، واخيرا الابنة المدللة خوليا.
وعلى غراء جميع الأوروبيين أو الذين ينتمون لاصول إسبانية متعصبة، التعامل مع السكان الاصليين بطريقة تقوم على العبودية والاذلال والتعذيب.
كان الهنود غالبا ما يقومون بانتفاضات ضد المستعمرين وكانت بسبب سؤء معاملة المستعمرين للهنود.
يجب توضيح ان دون خوسية لم يكن شخصا سيئا ولكن تصرفاتة مع الهنود كانت غير لائقة بالمرة.
وفي إحدى الانتفاضات تواجد والد أحد الهنود يسمى توبون. وعقابا له على ذلك، تم تعذ يبة بالاسهم والسياط.
المنتمون لتوبون لجأوا إلى الدفاع المدنى ولكن العدالة هذه المرة كانت حليفة لدون خوسية، وعوقبوا بارسالهم إلى أعمال تسمى جحيم الهنود. وهناك هلكت عائلة توبون. وهذا هو سبب عودتة لمزرعة اوروثكو، متعطش للانتقام وملئ بكراهية تجاة البيض.
ثم وقع في حب الهندية التي كانت تعتنى بأولاد أوروثكو وفر معها بعد ان قام بحبس زوجة واولاد دون خووسية ثم قام بحرق المنزل.لقد استطاع دون خوسية وابنه البكر كارلوس النجاة وذلك يرجع إلى أن كارلوس الذي كان في السنوات العشر الأولى، تواجد في مدرسة المدينة وخرج والده هذا اليوم لزيارته.
ومن جهة أخرى، دون خوسية دومينجو دي أوروثكو عاد كبشير لاندواس. اندواس هي قبيلة تنتمى الثاباراس في شرق الإكوادور. أصبح ابنة كارلوس رجلا حيث وقع في حب فتاة تنتمى للوحشيبين تسمى كومندا.
كومندا هي ابنة تونجانا، يدعى (رئيس الثلج) هو رئيس قبيلة (اسره صغيرة) التي تقع بين اتحاد اراضى بالورس ونهر باستاسا.
كراهية تونجانا تجاة البيض تتكرر العديد من المرات وذَلك بسبب معاملتهم السيئة لاخوانة الموجودين الجانب الآخر من الجبال.
تكرر ايضاذكر جمال كومندا الفاتن ولونها الأبيض المتميز. اعطى وصف دقيق لحب كومندا وكارلوس. حاول كارلوس ان يشكل جزء من حياة كومندا حيث أراد الذهاب إلى احتفالية أو عيد القوارب في بحيرة تشيمانو، هو عيد وثني هندي حيث أن قبيلة الخيباراس يصلوا لحالة من السكر تؤدى إلى العديد من المخاطر. تحضر أسرة تونجانا ثم يأت] دور كومندا باعتبارها واحدة من العذارى الاحتفالية.
عندما شعر تونجانا بوجود كارلوس امر ابناؤة بقتلة. ولحسن حظ كارلوس استطاع النجاة من الموت 3 مرات وكان ذ لك بمساعدة كومندا. عارض ياوارماكى من أكبر قادة الخيباراس فكرة تونجانا، حيث أراد أن يمر هذا العيد بدون قطرة دماء حتى لاتاتى شياطين الغابة ومونجيا (شيطان الغابة) وتغضب الالهة.
وهذا ما ساعد تونجانا في أخذ قرارة وهو تزويج ابنتة كومندا من ياوارماكى حيث راى ان هذا هو الحل الوحيد لابتعادها عن كارلوس. وافق ياوارماكى على عرض الزواج. وعندما عرف كلا من كارلوس وكومندا انة تم تحديد مصيرهم، قررا الهرب والفرار.
في تلك الليلة كان هناك هجمات من قبل موروناس ولونجونيوس عند بحيرة تشيمانو.
كان مارياجا رئيس أو قائد تلك الهجمات. يرجع غضب مارياجا من ياوارماكى إلى ان ياوارماكى رفض مشاركة مارياجا في معارك ضد العديد من القبائل مثل مورونا واماثوناس. مات العديد من المشاركين في تلك المعا رك.
أصيب كلا من مارياجا وياوارماكى اصابات بالغة. تم اسر كارلوس وكومندا على يد لوس موروناس حيث 
عرضوا على ياوارماكى استيدال كومندا بجسد مارياجا وتم قبول العرض. وفي ليلة زواج ياوارماكى من كومندا، مات ثم ترجت كومندا امها بونا لمساعدتها على الهرب قبل اكتشاف القبيلة وفاة رئيسها، لانهم 
عندما يكتشفوا وفاتة سيقومون بقتلها ودفنها بجانب زوجها وذلك من اجل مصاحبتة في الحياة الأخرى وهذا كان من ضمن عاداتهم الشرسة. 
اتجهت كومندا إلى اندواس. وهناك عرفت ان حبيبها كارلوس ذهب للبحث عنها.
وفي نفس اليوم، قال أحد المنتمين لقبيلة الخيباراس أنه تم القبض على كارلوس وأنهم سيقومون باستبدالة بكومندا أو سيقومون بقتلة ومهاجمة اندواس وذلك لمعرفتهم أن كومندا موجودة هناك.
وعلى الأب دومينجو اوروثكوا بصفتة القائد الأكبر للاندواس ان يتخذ القرار الصعب حيث يجب علية تسليم كومندا من اجل استعادة وانقاذ ولده حيث يشعر بالأسف تجاة كومندا.
وأثناء انشغال الوالد في اتخاذ القرار الصعب، قررت كومندا بتسليم نفسها بكامل ارادتها من اجل 
انقاذ حبيبها كارلوس. وعند معرفة ذلك قام الاب دومينجو بالبحث عن كارلوس وكومندا. وجدوا كارلوس في الغابة، تونجا وبونا قد كانوا فارقوا الحياة.
وفي تلك اللحظة تم اكتشاف السر الأكبر في الرواية وهو ان كوندا هي خوليا وان بونا هي الهندية التي كانت تعتنى باولاد دومينجو وان حبها الشديد تجاهها هي الدى اجبرها على انقاذها من الحريق.و اعترف لهم بذلك السر.
وان تونجانا ما هو الا توبون. وعند معرفة كارلوس وابية ذلك السر قاموا بالبحث عنها.
وعندما وجدوها كانت جثة هامدة بجانب ياورماكى.
وبعد عدة شهور مات كارلوس ثم بونا. وفي اليوم الذي مات فية كارلوس، سافر والدة إلى دير في كيتو........

## الشخصيات
كومندا : اسم كومندا يعنى القدم البيضاء. هي بطله هذة الرواية، حيث تكتشف في النهاية اصلها الذي يرجع إلى عائلة اوروثكو وانها خوليا. حبها تجاه الشاب الأبيض الذي ينتمى للانديز كارلوس اوروثكو، حب كبير وصادق.
كارلوس أوروثكو : هو الشاب الأبيض المغرم بكومندا.
بونا : هي ام كومندا وهي أيضا الهندية التي كانت تعتنى بالطفلة خوليا.
مارياجا : هو رئيس لوس مورونا، غضب من ياوارماكى لرفضة الانضمام إلى معركة مع عدة قبائل من مورونا والأمازون.
أخوات كومندا : هم اثنان، حاولو ا 3 مرت قتل كارلوس.
الوحشيين الهنود (لوس سلباخيس) : ظهروا في عيد القوارب والاندواس.
كارمن أن : زوجة دون خوسية دومينجو اوروثكو. قتلت في 
يظهر دورها في بداية ونهاية الرواية.
ياوارماكى : هو الرئيس المعروف باقدم الأيادى الدموية، ورئيس العديد من قبائل الخيباراس حيث لديهم حلفاء مع العديد منهم الثابارس.

## الرواية في اليوتيوب
مشاهدة الرواية أون لين

## الأوبرا
أوبرا كومندا أو عذراء الغابات لبدرو بابلو ترابيرسارى سالاسار Pedro Pablo Traversari Salazar، هي واحدة من ثلاث أعمال تنتمى للإكوادور متندة إلى رواية خوان ليون ميرا التي كتبت في 1877
الرواياتان الاخريتان المبنيتان على نفس الرواية هن كومندا لماريا دوران السادس
Cumandá de Sixto María Durán Cárdenas 1875-1947) وكومندا لويس اتش سالجادوCumandá de 
Luis H. Salgado [[190